# Мадисън (окръг, Небраска)
Вижте пояснителната страница за други значения на Мадисън.
Окръг Мадисън (на английски: Madison County) е окръг в щата Небраска, Съединени американски щати. Площта му е 1489 km², а населението - 35 226 души (2000). Административен център е град Мадисън.